# جابريلا آشر
جابريلا آشر (بالإسبانية: Gabriela Acher)‏ هي كاتِبة وفكاهية ‏ وممثلة الأوروغواي وأرجنتينية، ولدت في 5 أغسطس 1944 في الأوروغواي. من الجوائز التي نالتها Sea Star Awards ‏ وجائزة مارتن فييرو ‏.

## جوائز
- Sea Star Awards [الإنجليزية]‏
- جائزة مارتن فييرو [الإنجليزية]‏

## وصلات خارجية
- جابريلا آشر على موقع IMDb (الإنجليزية)
- جابريلا آشر على موقع ألو سيني (الفرنسية)
- جابريلا آشر على موقع أول موفي (الإنجليزية)
- جابريلا آشر على موقع قاعدة بيانات الفيلم (الإنجليزية)